# Max Merkel
Max Merkel (7. prosince 1918, Vídeň - 28. listopadu 2006, Putzbrunn) byl rakouský fotbalista, obránce. Po skončení aktivní kariéry působil jako trenér.

## Fotbalová kariéra
V rakouské lize hrál za SK Rapid Vídeň a Wiener Sport-Club. S Rapidem získal 4 mistrovské tituly. Za německou reprezentaci nastoupil v roce 1939 v přátelském utkání se Slovenskem. Za rakouskou reprezentaci nastoupil v roce 1952 v přátelském utkání ve Švýcarsku.

## Ligová bilance
| Ročník                                  | Zápasy | Góly | Klub              |
| --------------------------------------- | ------ | ---- | ----------------- |
| Rakouská fotbalová Bundesliga 1936/1937 | 1      | 0    | SK Rapid Vídeň    |
| Rakouská fotbalová Bundesliga 1937/1938 | -      | -    | Wiener Sport-Club |
| Rakouská fotbalová Bundesliga 1945/1946 | -      | -    | Wiener Sport-Club |
| Rakouská fotbalová Bundesliga 1946/1947 | 11     | 1    | SK Rapid Vídeň    |
| Rakouská fotbalová Bundesliga 1947/1948 | 9      | 1    | SK Rapid Vídeň    |
| Rakouská fotbalová Bundesliga 1948/1949 | 16     | 1    | SK Rapid Vídeň    |
| Rakouská fotbalová Bundesliga 1949/1950 | 24     | 1    | SK Rapid Vídeň    |
| Rakouská fotbalová Bundesliga 1950/1951 | 24     | 1    | SK Rapid Vídeň    |
| Rakouská fotbalová Bundesliga 1951/1952 | 24     | 2    | SK Rapid Vídeň    |
| Rakouská fotbalová Bundesliga 1952/1953 | 25     | 0    | SK Rapid Vídeň    |
| Rakouská fotbalová Bundesliga 1953/1954 | 12     | 0    | SK Rapid Vídeň    |
| CELKEM Rakouská fotbalová Bundesliga    | -      | -    |                   |

## Trenérská kariéra
Trénoval HBS-Craeyenhout, nizozemskou reprezentaci, SK Rapid Vídeň, Borussii Dortmund, TSV 1860 München, 1. FC Norimberk, Sevilla FC, Atlético Madrid, FC Schalke 04, FC Augsburg, Karlsruher SC a FC Curych. Vyhrál rakouskou ligu s Rapidem Vídeň, německou bundesligu s TSV 1860 München i 1. FC Norimberk a španělskou ligu i pohár s Atléticem Madrid, s TSV 1860 München vyhrál i německý fotbalový pohár a postoupil do finále Poháru vítězů pohárů.